# NGC 706
NGC 706 je galaksija u zviježđu Ribe.

## Vanjske poveznice
- SEDS: NGC 706